# James Kwambai
James Kipsang Kwambai (28 de fevereiro de 1983) é um corredor fundista do Quênia, especialista em maratonas.
Em 2006, venceu as maratonas de Brescia e de Pequim. Venceu, ainda, as edições de 2008 e 2009 da Corrida Internacional de São Silvestre.
Em 2008, ficou em segundo lugar na Maratona de Berlim, uma das mais importantes do mundo, com o tempo de 2:05:36, tornando-se o sétimo mais rápido maratonista do mundo. Na ocasião, ficou atrás apenas de Haile Gebrselassie, da Etiópia.